# Terza rivoluzione industriale
La terza rivoluzione industriale si differenzia dalla precedente; ha compreso processi di trasformazione della produzione di beni che nei Paesi sviluppati occidentali hanno coinvolto aspetti sociali ed economici; a partire dalla metà del XX secolo l'innovazione tecnologica ha innescato mutamenti che hanno prodotto sviluppo economico e progresso sociale, anche se non equamente diffusi; il fenomeno, a partire dalla fine del secolo, si è esteso ad altre realtà, in particolare a Cina, India e Stati Uniti d'America.

## Cause
Tra le cause della terza rivoluzione industriale si possono annoverare: 
- La crescita, lo sviluppo e l'accumulo delle conoscenze scientifiche e tecnologiche già a partire dall'inizio del Novecento, spesso nate nel contesto militare delle guerre mondiali della prima metà del secolo e successivamente in quello della guerra fredda tra le maggiori superpotenze mondiali del dopoguerra, Stati Uniti d'America e Unione Sovietica. Ad esempio: la prima rete telematica che avrebbe unito le università californiane di Los Angeles e Santa Barbara, lo Stanford Research Institute e l'Università dello Utah – ARPANET – era già in funzione dal 1969, sulla base di un progetto del Dipartimento della Difesa degli Stati Uniti.
- Condizioni politiche assai più stabili nei Paesi occidentali rispetto a quelle della prima metà del secolo hanno poi favorito la crescita economica, a partire dalla ricostruzione post-bellica, verso settori a quel tempo ancora inesplorati, permettendone la diffusione progressiva verso il ceto medio del modello socio-economico occidentale.
- Con la scoperta e lo sfruttamento dell’energia atomica siamo entrati in una fase del tutto nuova, quella appunto della terza rivoluzione industriale.[1] E ciò per almeno due considerazioni generali: sotto il profilo pacifico lo sfruttamento dell’atomo significa la liberazione di un’energia immensa e l'emergere di altrettanto enormi problemi legati all'inquinamento; mentre sotto il profilo militare significa che per la prima volta l’umanità ha avuto la possibilità di distruggere completamente se stessa e il pianeta su cui vive.

Il risultato complessivo di queste forze contingenti si è concretizzato dunque in una forte spinta e accelerazione al progresso e all'innovazione tecnologica in molti settori industriali, favorito da una maggiore e più rapida diffusione di innovazioni e prodotti grazie all'inizio del processo di globalizzazione dei mercati, con rapidi stravolgimenti microeconomici e macroeconomici, nel mercato del lavoro, demografici e in ultimo quindi sugli stili di vita della popolazione occidentale. Lentamente, ma in maniera meno pervasiva, parte di questi effetti si sono propagati anche nel secondo e terzo mondo, specie laddove in presenza di regimi di sfruttamento coloniale o in generale delle risorse del Paese in questione da parte di multinazionali.

### Corsa allo spazio

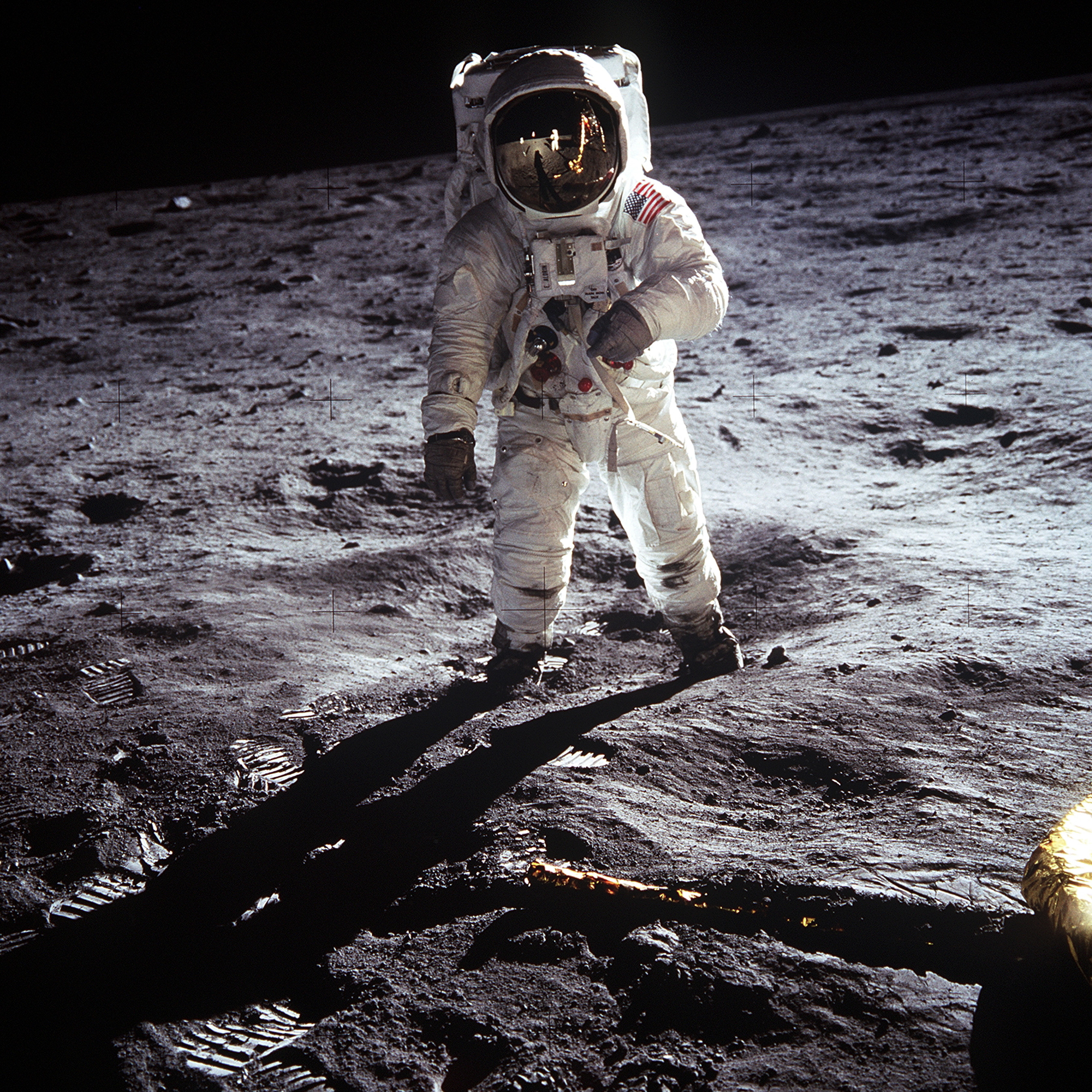
Uomo sulla Luna

Negli anni successivi alla Seconda guerra mondiale, Stati Uniti e Unione Sovietica nell'ambito della guerra fredda si contesero per decenni il primato dell'esplorazione spaziale. Inizialmente i russi ebbero la meglio, lanciando in orbita il satellite artificiale Sputnik I (1957). Nello stesso anno, inoltre, mandarono nello spazio il primo essere vivente, Laika, una cagnetta. Un anno dopo, anche gli americani lanciarono in orbita un loro satellite, ma poco tempo dopo i sovietici inviarono nello spazio il primo essere umano: Yuri Gagarin (1961).
Nel 1969 anche gli statunitensi riuscirono ad avere un proprio primato nella storia dell'industria aerospaziale, mandando sulla Luna l'Apollo 11, che con il suo equipaggio atterrò sul suolo lunare, sul quale per la prima volta posero piede degli esseri umani.
Negli anni successivi vi sono state enormi innovazioni nel campo aerospaziale. Per esempio nel 1981 fu costruito il cosiddetto Space Shuttle, un vettore riutilizzabile più volte che rivoluzionò la conquista dello spazio.
Dagli anni Settanta in poi vi è stato un forte aumento di lanci di satelliti artificiali, del quale Stati Uniti ed Europa detengono il primato. Uno degli scopi principali del loro utilizzo è il campo delle telecomunicazioni. Questi vengono inoltre utilizzati per rilevamenti meteorologici e geologici, ma anche a scopi militari.
Altre importanti applicazioni sviluppate dal secondo dopoguerra furono il radar e il laser.

## Effetti
Allo shock petrolifero del 1973, seguì un terremoto tecnologico che, negli ultimi decenni del Novecento, trasformò la vita quotidiana dei Paesi più ricchi, attraverso la produzione di oggetti (dai televisori ai dischi, dalle radioline alle calcolatrici, per arrivare al computer e al telefono portatile) che modificarono non solo gli spazi di relazione pubblica tra gli uomini, ma anche gli interni domestici dell'esistenza. La ricerca e lo sviluppo di nuove tecnologie diventarono un settore essenziale della crescita economica, un indicatore di grande efficacia per stabilire una nuova gerarchia tra Paesi ricchi e poveri: se, negli anni Settanta, in un paese industrializzato si contavano 1000 scienziati per un milione di abitanti, la Nigeria, per esempio, ne aveva appena 30.
Le tecnologie ad alta intensità di capitale, concentrate nei settori dell'informatica e della telematica, avviarono un nuovo sistema di produzione, che determinò il brusco declino di tutte le lavorazioni basate su grandi concentrazioni di manodopera; la presenza umana cominciò allora ad affievolirsi sia nella produzione sia nell'erogazione di servizi. Gli enormi cambiamenti nel modo di produzione e di lavoro che comportò l'introduzione dell'alta tecnologia hanno permesso di classificare questa fase come terza rivoluzione industriale distinguendola in tal modo dalla prima rivoluzione industriale, avviatasi nella seconda metà del Settecento, che aveva avuto l'impiego del carbone e l'invenzione della macchina a vapore come elementi distintivi e il tessile come settore trainante; e dalla seconda, verificatasi negli ultimi decenni dell'Ottocento e segnata dall'utilizzo dell'elettricità e del petrolio come nuove fonti di energia, dall'invenzione del motore a scoppio e dallo sviluppo della produzione dell'acciaio e dell'industria chimica.
Due secoli dopo una prima rivoluzione industriale che ha costruito la ferrovia, un secolo dopo la seconda che ha prodotto l'automobile e l'aereo, oggi ci imbarchiamo fatalmente in una rivoluzione che trasforma ciascuno di noi nel motore immobile di una miriade senza fine di trasferimenti virtuali: la rivoluzione informatica.
Un fattore di sviluppo legato alla terza rivoluzione industriale è il costante sviluppo dei trasporti terrestri, aerei e marittimi favorito dallo sviluppo tecnologico nei rispettivi settori industriali (industria automobilistica, industria aeronautica con nascita e sviluppo dell'aviazione civile, industria navale) nonché dalla realizzazione di sistemi stradali sempre più evoluti e capillari. Questa complessa rete di trasporti finirà per favorire sempre più il commercio internazionale alimentando il fenomeno della globalizzazione.

### La fine del fordismo
Dagli inizi degli anni Settanta prese così ad affermarsi, prima negli Stati Uniti e poi nel resto del mondo, un nuovo sistema di fabbrica, detto postfordista per indicare la progressiva e relativa diminuzione del peso del modello di produzione e lavoro instaurato negli anni Venti negli Stati Uniti, con la catena di montaggio e la parcellizzazione del lavoro che avevano trovato nelle fabbriche per automobili Ford l'esempio più coerente e completo. Il modello postfordista fu segnato dall'avvento di una miriade di aziende di dimensioni ridotte, che andavano dal laboratorio familiare ai piccoli stabilimenti ad alta tecnologia: una rete produttiva diffusa senza più un centro geograficamente riconoscibile in una fabbrica o in una città. Anche i grandi stabilimenti industriali, quando sopravvissero, cambiarono radicalmente i propri assetti interni, automatizzando e modificando le precedenti lavorazioni a catena.
La necessità di superare il modello estensivo del fordismo, di una produzione standardizzata di massa i cui costi crescenti (materie prime, energia e lavoro) riducono i profitti di un'economia di scala finora vantaggiosa, produce effetti differenziati ma in larga misura convergenti: investimenti in nuovi settori tecnologicamente avanzati (microelettronica, telecomunicazioni, biotecnologie); dislocazione delle aziende tradizionali nel settore automobilistico (per esempio la FIAT) delle televisioni o dei frigoriferi, in aree a basso costo di lavoro (Europa orientale, America Latina, Sud-est asiatico), detta esternalizzazione; riduzione di scorte e magazzini e produzione calibrata sulle ordinazioni (just-in-time); diversificazione dei modelli e prodotti; abbattimento delle spese generali; appalti e subappalti a imprese esterne delle componenti e di fasi dell'assemblaggio; diminuzione del numero degli operai (licenziamento collettivo) e allo stesso tempo l'allargamento delle basi delle aziende – occupazionali e fisiche – su scala mondiale. In una parola sola: flessibilità, un termine riassuntivo gravato di valenze positive e negative secondo gli effetti da essa prodotti su diversi segmenti della società a livello mondiale. La nuova produzione flessibile, che si adatta e riduce i tempi morti, che approfitta della diminuzione del costo dei trasporti e delle nuove opportunità finanziarie, si sviluppa orizzontalmente, in una rete di aziende grandi e piccole sparse in ogni luogo e collegate tra loro dalla rapidità sia di informazione sia di comunicazione che ha segnato l'avvio della terza rivoluzione industriale.

#### La rivoluzione del lavoro

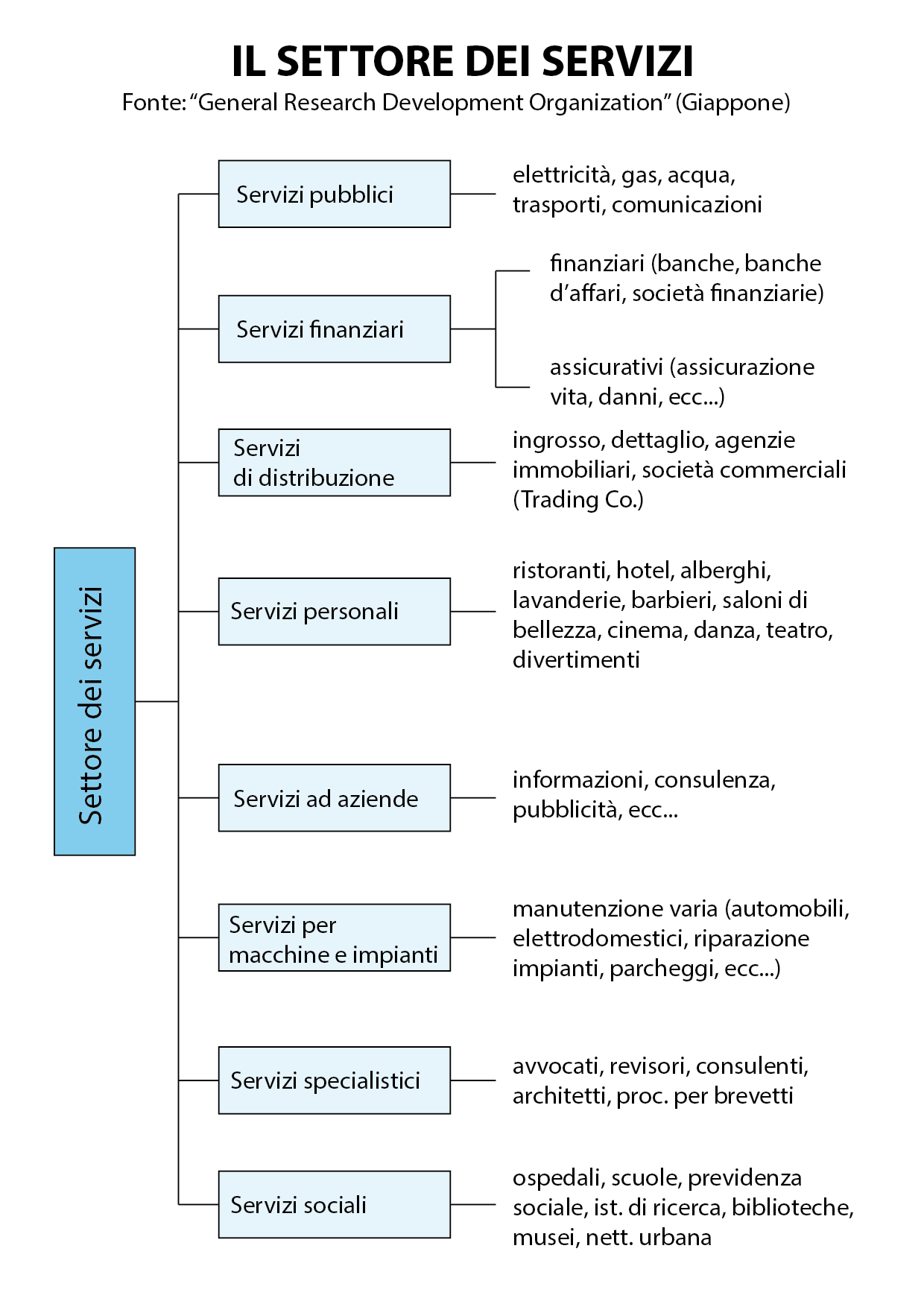

Nel 1979 gli occupati del settore manifatturiero negli Stati Uniti erano 21 milioni, diminuiti tredici anni dopo di tre milioni, con un tasso medio annuo di crescita di -1,2%; nello stesso periodo i lavoratori nei settori dei servizi (alle persone e informatici) sono aumentati del 9% annuo. La produttività cresce, più o meno nello stesso periodo (1979-87), dell'1,9% orario per l'insieme dell'economia e del 3,1% nel settore manifatturiero. I tradizionali operai, le "tute blu", diventano di meno ma producono di più, mentre cresce il numero dei "colletti bianchi" in servizi tradizionali o di tipo nuovo, tecnologicamente avanzato. Sono anni, questi, in cui la velocità di crescita della produttività è generalmente inferiore che nel passato, più negli USA che in Europa; si assiste infatti, particolarmente nel settore dei servizi, a un rallentamento della crescita di produttività che ha luogo in concomitanza con l'introduzione di nuove tecnologie.
I dati statistici, in questo caso, nascondono dietro un'apparente uniformità delle differenze profonde. Sotto la voce "servizi", infatti, si collocano tutti i lavoratori che non sono occupati nelle industrie manifatturiere o nelle campagne, mescolando coloro che operano nel campo dell'educazione, della sanità, della pubblica amministrazione (la cui produttività è del resto difficile da valutare) con i lavoratori delle ferrovie, degli aeroporti o delle linee aeree, delle telecomunicazioni (l'aumento della produttività in questo settore risulta, infatti, nel periodo esaminato, attorno al 6% annuo). Quel che appare chiaro, e che costituisce un elemento incontrovertibile dei dati statistici, è il progressivo diminuire degli addetti al settore industriale, un fenomeno che ha fatto classificare come "deindustrializzazione" quella che altri hanno chiamato terza rivoluzione industriale. Negli anni Novanta, soprattutto a partire dalla metà del decennio, l'aumento medio di produttività tornerà a raggiungere un tasso più elevato, superiore addirittura in alcuni momenti a quello del periodo dell'"età dell'oro" tra fine anni Cinquanta e primi anni Settanta.
Tra gli anni Venti e gli anni Settanta si era avuto, nei Paesi più sviluppati industrialmente, un incremento costante della manodopera nelle aziende manifatturiere a scapito dei lavoratori dell'agricoltura. Nei vent'anni successivi l'impiego in fabbrica diminuisce, a scapito dei servizi, anche se in modo disuguale e disomogeneo. Mentre la Gran Bretagna, gli Stati Uniti e l'Italia hanno sperimentato una rapida de-industrializzazione (riducendo la percentuale della loro occupazione manifatturiera nel 1970-90 dal 38,7 al 22,5%; dal 25,9 al 17,5%; dal 27,3 al 21,8% rispettivamente), il Giappone e la Germania hanno ridotto moderatamente la loro quota di forza lavoro industriale: dal 26 al 23,6% nel caso del Giappone e dal 38,6% a un livello ancora del 32,2% nel 1987 nel caso della Germania. Canada e Francia occupano una posizione intermedia, avendo ridotto l'occupazione manifatturiera dal 19,7 al 14,9% e dal 27,7 al 21, 3% rispettivamente. Nei Paesi del G7 la maggioranza della popolazione lavora, all'inizio degli anni Novanta, nel settore dei servizi; con una crescita rilevante nei campi della elaborazione e informazione legati alle nuove tecnologie, ma anche dei servizi sociali, della distribuzione, dell'industria del tempo libero.
Le trasformazioni del ventennio 1970-90 sono accompagnate da un aumento della disoccupazione e dal tramonto dell'illusione di un impiego stabile e a tempo pieno. Il successo, temporaneo ma significativo, che ha accompagnato negli anni Ottanta il "toyotismo" e la filosofia della "qualità totale" delle fabbriche giapponesi e coreane, si deve in parte al tentativo di risolvere i problemi di produttività e innovazione senza colpire il legame occupazionale che univa tradizionalmente l'operaio all'azienda per tutta la vita. Il coinvolgimento dei lavoratori come controllori del prodotto capovolgeva, accogliendo i princìpi sul controllo di qualità di Edward Deming, la pratica che li vedeva alla base di una piramide gerarchica di controllo dall'alto.
I princìpi ispiratori della "produzione snella", messi a punto dai giapponesi in circa vent'anni e rapidamente diffusisi in tutto il paese, possono essere così sintetizzati: «Il produttore snello combina i vantaggi della produzione artigianale con quella di massa, evitando l’elevato costo della prima e la rigidità della seconda. La produzione snella (termine coniato dal ricercatore dell'IMVP John Krafcik) è così detta in quanto di tutto impiega una minor quantità rispetto alla produzione di massa: metà delle risorse umane nell'azienda, metà dello spazio di produzione, metà degli investimenti in attrezzature, metà delle ore di progettazione per sviluppare un nuovo prodotto in metà tempo. Inoltre richiede una quantità di scorte a magazzino di gran lunga inferiore della metà, genera difetti di fabbricazione meno grossolani e produce una varietà di prodotti maggiore e sempre crescente. Ma forse la differenza più evidente tra produzione di massa e produzione snella è insita nei reciproci obiettivi finali. I produttori di massa si impongono un traguardo limitato, ossia che il prodotto sia "sufficientemente buono", il che si traduce in un numero accettabile di difetti, in un massimo livello accettabile di scorte e in una gamma ridotta di prodotti standardizzati. Fare meglio, sostengono, costerebbe troppo o andrebbe oltre le capacità umane intrinseche. I produttori snelli, invece, fissano i propri obiettivi esplicitamente sulla perfezione: costi in continuo calo, zero difetti, zero scorte, e un’infinita varietà di prodotti. Naturalmente, nessun produttore snello ha mai raggiunto questa terra promessa, e forse nessuno la raggiungerà mai; ma la ricerca incessante della perfezione continua ad avere sviluppi imprevisti».

### La rivoluzione informatica

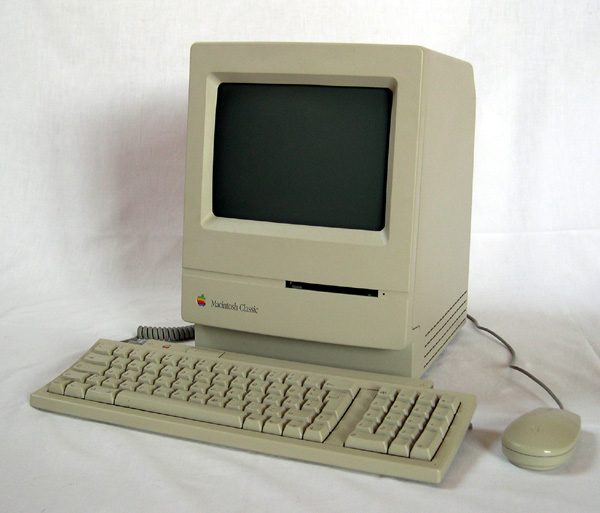
Il Macintosh Classic è un personal computer di tipo "all-in-one" prodotto da Apple dal 1990 al 1992.

A partire dagli anni Ottanta, si è parlato insistentemente di un fenomeno duraturo di deindustrializzazione o di ingresso in una nuova fase dello sviluppo socioeconomico, denominata, con Daniel Bell, epoca postindustriale. Questa è dominata da nuove tecnologie di elaborazione delle informazioni con effetti assai profondi sull'organizzazione e la qualità del lavoro in un gran numero di processi produttivi e quindi spesso all'origine di atteggiamenti difensivi soprattutto da parte dei paesi di più vecchia industrializzazione.
Ha così inizio una fase di terziarizzazione, cioè una prevalenza del settore terziario o dei servizi, in termini sia di occupati sia di contributo al PIL, rispetto agli altri grandi settori di attività, cioè agricoltura e industria. La terziarizzazione è una caratteristica strutturale dei Paesi economicamente più avanzati. Per descrivere questo fenomeno si è parlato di deindustrializzazione o di società postindustriale (come detto) e si è giunti a prevedere che, in un futuro non troppo lontano, nei Paesi sviluppati la proporzione dei lavoratori di fabbrica possa ridursi ai livelli bassi oggi toccati dalla quota del lavoro agricolo, a favore del comparto tecnico e professionale della forza lavoro, in una società basata sui servizi e nella quale ciò che conta non sono tanto le forze elementari del mondo fisico, bensì piuttosto l'informazione.
Le tecnologie alla base della cosiddetta rivoluzione digitale, sono quelle relative all'informatica, elettronica, telematica, telecomunicazioni e alla multimedialità:
- L'elettronica studia l'impiego dell'elettricità per elaborare informazioni attraverso macchine elaboratrici ed è proprio l'informazione un concetto chiave della terza rivoluzione industriale che ha dato vita alla cosiddetta società dell'informazione. I più grandi passi avanti della storia di questo settore sono stati la diffusione della radio, della televisione e soprattutto all'invenzione del personal computer (1975), un apparecchio rivoluzionario di piccole dimensioni alla portata economica e pratica della maggior parte della popolazione dell'occidente sviluppato. Dalla loro introduzione, la potenza e la velocità di calcolo dei PC si sono enormemente potenziate riducendo allo stesso tempo le dimensioni delle macchine elaboratrici. La diffusione dei PC è aumentata considerevolmente dopo l'avvento di Internet, una rete globale di computer collegati tra loro in tempo reale, e in particolare del Web.
- Un'altra importante innovazione è l'introduzione della telematica. Questo campo comprende telecomunicazioni e media e si occupa della trasmissione dell'informazione a distanza tra due o più utenti e di renderla il più possibile fruibile agli utenti stessi. Grazie alla telematica l'uomo comunica a distanza con e attraverso le macchine mediante un linguaggio digitale. Questo ha reso anche possibile il telecontrollo e il telelavoro e in generale l'affermazione delle moderne reti di telecomunicazioni di cui la rete Internet fa parte. Se da una parte negli ultimi decenni si sono affermati i satelliti artificiali per le rispettive moderne telecomunicazioni satellitari, nell'ultimo decennio è accresciuto enormemente l'uso dei telefoni cellulari; basti pensare che nelle zone sviluppate del globo, vi è un telefonino per ogni abitante. Un altro importante tassello nel puzzle della rivoluzione industriale è – come accennato – Internet, la più grande rete di comunicazione del mondo, attraverso il quale vengono inviate ogni giorno diversi milioni di e-mail. In questi ultimi anni si sta lavorando alla domotica e alla burotica, ossia lo studio e l'impiego di sofisticate tecnologie tese a migliorare la vita quotidiana.
- L'informatica è la disciplina nella quale si affronta lo studio dell'informazione nei suoi principi generali (automa, calcolabilità, cibernetica, teoria dell'informazione) e nei suoi aspetti particolari, legati all'elaborazione automatica (hardware, software, nonché alle sue applicazioni in vari sistemi fisici, economici e biologici intelligenza artificiale, robotica).[10] In questa disciplina hanno trovato adeguata sistematizzazione concetti sviluppati in altri settori come quelli legati ai principi formali del calcolo (algoritmo, funzione ricorsiva) e alle metodologie per la risoluzione dei problemi tecnici e organizzativi sorti con l'avvento degli elaboratori elettronici, alias computer (modi di utilizzazione, problemi di codifica e di affidabilità, trasmissione di dati), oltre ai problemi legati alla interazione uomo macchina.[10]

In molti tipi di macchina (dall'automobile alla lavatrice, dai robot industriali alle serre agricole) sono stati montati microprocessori che eseguono azioni ripetitive preordinate attraverso un linguaggio di programmazione informatico. Se la seconda rivoluzione industriale era caratterizzata da un uso analogico dell'elettronica, la terza rivoluzione industriale è segnata dall'avvento e la diffusione dell'elettronica digitale con l'invenzione del transistor a stato solido e dell'optoelettronica: una delle conseguenze più immediate di questa rivoluzione è stato ad esempio il passaggio estremamente simbolico dal classico disco in vinile al compact disc.
Una delle invenzioni degli anni della terza rivoluzione industriale, e sempre più motivo di investimenti da parte di grandi e piccole imprese, come le startup, è la stampa 3D.

#### New economyed economia digitale
I tre grandi settori descritti nell'elenco, riuniti insieme sotto la denominazione Tecnologie dell'informazione e della comunicazione (TIC), hanno contribuito e continueranno a contribuire non solo all'evoluzione tecnologica, ma anche al cambiamento radicale del modo di vivere di una parte della popolazione mondiale già con l'avvento della new economy. Essi hanno ormai assunto la dimensione e la forma di settori chiavi o portanti dell'economia moderna almeno pari a quello di settori più consolidati quali quello meccanico, chimico, farmaceutico, tessile, manifatturiero e alimentare.

### L'inquinamento e l'economia verde
Dal principio del XIX secolo in poi si cominciarono a usare grandi quantità di carbone, petrolio e gas naturale per il riscaldamento, combustibile ed energia, riversando di conseguenza nell'atmosfera quantità di carbonio di gran lunga maggiori rispetto a prima. In particolare, nella corsa al gigantismo industriale che segnò il secondo dopoguerra, l'aumento dell’uso dei combustibili fossili, del petrolio, del gas naturale fu tanto impetuoso quanto gravido di conseguenze ambientali negative. In quello stesso periodo, infatti, la quantità di smog (emissioni di biossido di carbonio che riscaldano l'atmosfera) nell'aria arrivò quasi a triplicarsi, così come la produzione di clorofluorocarburi, agenti chimici in grado di intaccare lo strato di ozono che protegge la nostra atmosfera dalle radiazioni solari.
"Green economy" è perciò un'espressione introdotta da alcune agenzie delle Nazioni Unite (l'Organizzazione internazionale del lavoro e il Programma delle Nazioni Unite per l'ambiente), che individua un modello di crescita economica ecologicamente sostenibile. Questo approccio si fonda sull'integrazione di politiche pubbliche attente ai temi della protezione ambientale, del cambiamento climatico e dell'energia, tecnologie e prodotti a basso impatto ambientale, pratiche manageriali e comportamenti di consumo responsabili. Tra i settori industriali riconducibili all'economia verde si annoverano le energie rinnovabili (solare, eolico, biomasse, geotermico e micro-idroelettrico), le soluzioni per l'efficienza energetica, la mobilità e l'edilizia sostenibile, i nuovi mercati di scambio della CO2, la preservazione degli ecosistemi, la forestazione, l'agricoltura biologica, la bonifica di siti contaminati, e tutte le attività operative e di servizi che hanno per oggetto la salvaguardia dell'ambiente naturale.

#### Storia del problema ecologico
La prima clamorosa denuncia ecologica si ebbe nel 1962, a opera della biologa americana Rachel Carson con il saggio Primavera silenziosa. Mostrando grande preoccupazione per il disastro ambientale perpetratosi negli ultimi duecento anni, la biologa così concludeva la sua riflessione sui risultati dell’impiego inconsulto di sostanze chimiche in agricoltura: «Da quando la terra esiste, gli esseri viventi hanno modificato l’ambiente in maniera trascurabile; soltanto durante il breve periodo che decorre dall'inizio di questo secolo ai giorni nostri, una sola «specie» – l’uomo – ha acquisito una notevole capacità di mutare la natura del proprio mondo. Il più allarmante assalto, fra tutti quelli sferrati dall'uomo contro l’ambiente, è la contaminazione dell’aria, del suolo, dei fiumi e dei mari con sostanze nocive e talvolta mortali. Questo inquinamento è, nella maggior parte dei casi, irreparabile».
In tutto il mondo sono innumerevoli le situazioni di degrado ambientale: dall'inquinamento urbano al negativo "impatto ambientale" di fabbriche o centrali, all’inquinamento marino.
Ricordiamo qui alcune fra le gravi catastrofi ecologiche: la fuga di diossina dalla fabbrica "Icmesa" a Seveso, presso Milano (1976), con gravi conseguenze sulle persone e sull'ambiente circostante; l’esplosione e la fuoriuscita di sostanze nocive in uno stabilimento di Bhopal in India (1985), che provocò più di duemila morti e lasciò duecentomila persone gravemente invalidate. La fuga di materiale radioattivo avvenuta nella centrale nucleare di Cernobyl in Ucraina (1986) ha investito, con effetti non vistosi, un’ampia superficie del continente europeo, ma negli immediati dintorni ha causato un numero imprecisato di morti e di contaminati, e l’assoluta inabitabilità della zona. Questo incidente ha avuto grande impatto sull'opinione pubblica e sul rifiuto dell’utilizzo "pacifico" di energia nucleare: del resto, anche centrali avanzate, come quelle americane, si sono mostrate insicure. Fatto che è stato messo in evidenza da numerosi incidenti, sia pure di dimensioni meno gravi, come quello della centrale di Three Miles Island (1979). Di fronte alla crescente gravità della questione ecologica, con il continuo emergere di problemi di dimensioni planetarie, come la distruzione della foresta amazzonica o la rarefazione dell’ozono nell'atmosfera, alcuni gruppi e movimenti "verdi" hanno assunto una posizione radicale: essi infatti giudicano il modello di sviluppo industriale incompatibile con l’ambiente e ne propongono il totale abbandono; altri invece, la maggior parte, ritengono che il "progresso" possa essere dominato nei suoi effetti negativi sull'ambiente. Da qui l’impegno anche politico dei "verdi" presenti in molti Paesi, sia con proprie formazioni partitiche, sia all'interno dei partiti tradizionali.

## Controllo delle informazioni
L'informazione e in particolare il controllo dei flussi da essa derivante ha una notevole importanza strategica. Spesso consente un controllo sia economico che politico di intere regioni geografiche. Si può facilmente spiegare il perché i Paesi più ricchi del mondo detengano in modo quasi esclusivo sia le fonti tecnologiche sia i mezzi di comunicazione. I mezzi informatici sono legati totalmente ai Paesi sviluppati, mentre sembrerebbe che grazie ai satelliti il vantaggio dei Paesi ricchi sia minore, ma non è così. Nei Paesi del cosiddetto Terzo mondo vi sono meno di 100 televisori ogni 1 000 abitanti, a differenza dei 494 in Italia e dei 731 in Giappone.
I Paesi poveri hanno poche reti nazionali e molto spesso ascoltano le trasmissioni provenienti dai canali televisivi dei Paesi più sviluppati. Ciò porta al cosiddetto "shock culturale", causato da questo brusco contrasto tra la loro realtà di vita e quella dei Paesi più ricchi. Nei casi estremi vi è una vera e propria miticizzazione da parte di queste nazioni verso i Paesi ricchi.

## Influenze culturali
Nel corso degli anni Ottanta inizia a manifestarsi la percezione di vivere in un'epoca di grandi trasformazioni. È solo nel decennio successivo che questa percezione si diffonderà progressivamente, diventando a sua volta un elemento di accelerazione dei cambiamenti in atto. Le trasformazioni cui si dedica maggiore attenzione riguardano il mondo bipolare e il sistema internazionale della guerra fredda, giunto ormai alla sua conclusione. Quelle che vengono vissute più intensamente, tuttavia, anche se non sempre con una consapevolezza adeguata ai loro effetti sulla vita quotidiana, sono le modificazioni apportate dalla tecnologia. È una percezione che muove dagli Stati Uniti e dal Giappone e investe immediatamente l'Europa, per conquistare successivamente l'Asia e il mondo intero in un processo che viene chiamato, con un termine efficace anche se presto abusato, "globalizzazione".
Le informazioni, di ogni natura e genere, costituiscono la materia prima di questa grande trasformazione. La tecnologia che le trasmette, grazie alla sua logica di reti e interconnessioni, di flessibilità e di integrazione, si dimostra altamente pervasiva e di conseguenza rapida nel diffondersi e imporsi. Gran parte delle informazioni, soprattutto quelle di più ampia diffusione e dominio pubblico, si diffondono attraverso mezzi non nuovi (radio e televisione) che compiono all'inizio degli anni Ottanta un salto di influenza e penetrazione. La radio acquista flessibilità e ritrova una vivacità che conquista soprattutto il pubblico giovanile; la televisione, che ha ormai circa trent'anni di vita, diventa l'epicentro di una comunicazione che si attesta – con un'indicazione convergente degli esperti di marketing e dei burocrati delle TV di Stato, a dispetto dei differenti contenuti offerti – sul comune denominatore più basso del suo pubblico. La cultura di massa che la televisione costruisce attorno alla sua comunicazione si dimostra vincente perché segna – al di là del livello verso cui tende ad abbassarsi o dei processi propagandistici e di indottrinamento che mette in atto – la conclusione di un sistema di linguaggio basato sulla scrittura e l'inizio di un modello nuovo fondato sull'immagine e sul suono. Nel corso degli anni Ottanta ogni americano adulto guarda mediamente la televisione per quattro ore e mezzo al giorno, su sette ore in cui resta accesa in ogni famiglia, mentre dedica mezz'ora alla lettura del giornale e un quarto d'ora a quella di libri. In Giappone la media passa, nel corso del decennio, da 25 minuti al giorno a circa otto ore per famiglia, mentre in Francia si attesta sulle tre ore.
La terza rivoluzione industriale ha contribuito a creare un nuovo forte clima di fiducia intorno alla scienza e alla tecnica, dopo la cruda parentesi delle guerre mondiali nella prima metà del Novecento, alimentando nuove forme di positivismo, ma anche aspre critiche da parte di pensatori di stampo esistenzialista e riflessioni di tipo etico. Anche la narrativa, la musica e la cinematografia, attraverso il filone della fantascienza con produzioni come Star Trek e 2001: Odissea nello spazio, ha incarnato questo nuovo clima culturale di fiducia neopositivista nelle possibilità della scienza e della tecnica di provvedere al benessere materiale dell'umanità dando ampio spazio all'immaginazione futura della società, non senza però uno spaesamento di fondo, un'incertezza sul futuro e una nostalgia del passato dovuti ai rapidi quanto inevitabili e irreversibili cambiamenti negli stili di vita, fino a vere e proprie forme di distopia.